# Julio Santamaría
Julio Santamaría Izquierdo (Pamplona, España, 22 de noviembre de 1944) es un exfutbolista español que se desempeñaba como defensa.

## Clubes
| Club          | País   | Año       |
| ------------- | ------ | --------- |
| C. A. Osasuna | España | 1965-1974 |